# Dvorac Maule
Dvorac Maule (baskijski:Mauleko gaztelua,  francuski:Vieux Château de Mauléon), je dvorac u gradu Mauléon-Licharre, u francuskom Baskije u pokrajini Zuberoa. Sagrađen je u 11. stoljeću Upisan je kao povijesni spomenik 4. svibnja 1925.

## Povijest
Stari dvorac Maule prvi put je sagrađen u jedanaestom stoljeću po nalogu vikonta od Zuberoe. Prvotno je bio jednostavan drveni toranj s poravnatim dvorištem i jarkom. Godine 1261., engleski kralj koji je bio nadređen vikontu od Zuberoe, dvorac određuje za predstavništvo svoje vlasti i određuje kapetana-štitonošu (kaštelana). Između 1272. i 1287., Edvard I., zabrinut zbog kvalitete svojih uporišta, zahtijeva popravak i jačanje dvorca, a radovi su se nastavili i 1319. i 1374. odlukom kapetana štitonoše dvorca.
Godine 1642., po nalogu Luja XIII., dvorac je uništen. Godine 1648. organiziran je djelomična rekonstrukcija, ali je dvorac je konačno napušten. Tijekom Francuske revolucije, on je je služio kao zatvor te je kao takav godinama služio. Godine 1831., ministar rata udomljuje u garnizon sve do 1870., kada grad postaje vlasnik.
Stari dvorac Maule je dvorac registriran kao spomenik kulture 4. svibnja 1925., a cijelo područje je arheološko nalazište.